# Coupe du monde de saut à ski 2002-2003
Navigation
Édition précédente Édition suivante
L'édition 2002/2003 de la Coupe du monde de saut à ski est une compétition sportive internationale rassemblant les meilleurs athlètes mondiaux pratiquant le saut à ski. Elle s'est déroulée entre le 29 novembre 2002 et le 23 mars 2003 et a été remportée par le Polonais Adam Małysz, suivi de l'Allemand Sven Hannawald et de l'Autrichien Andreas Widhölzl.

## Classement général
| Place | Sauteur           | Nationalité | Points |
| ----- | ----------------- | ----------- | ------ |
| 1     | Adam Malysz       | Pologne     | 1357   |
| 2     | Sven Hannawald    | Allemagne   | 1235   |
| 3     | Andreas Widhölzl  | Autriche    | 1028   |
| 4     | Janne Ahonen      | Finlande    | 1016   |
| 5     | Florian Liegl     | Autriche    | 986    |
| 6     | Martin Hoellwarth | Autriche    | 925    |
| 7     | Primož Peterka    | Slovénie    | 805    |
| 8     | Matti Hautamäki   | Finlande    | 797    |
| 9     | Roar Ljoekelsoey  | Norvège     | 757    |
| 10    | Sigurd Pettersen  | Norvège     | 747    |

## Résultats
| Date       | Lieu                   | Vainqueur                                                                      | Deuxième                                                                           | Troisième                                                                       |
| ---------- | ---------------------- | ------------------------------------------------------------------------------ | ---------------------------------------------------------------------------------- | ------------------------------------------------------------------------------- |
| 29.11.2002 | Kuusamo                | Primož Peterka                                                                 | Adam Malysz                                                                        | Janne Ahonen                                                                    |
| 30.11.2002 | Kuusamo                | Andreas Widhoelzl                                                              | Janne Ahonen                                                                       | Primož Peterka                                                                  |
| 7.12.2002  | Trondheim              | Martin Hoellwarth                                                              | Sigurd Pettersen                                                                   | Michael Uhrmann                                                                 |
| 8.12.2002  | Trondheim              | Sigurd Pettersen                                                               | Michael Uhrmann                                                                    | Martin Hoellwarth                                                               |
| 14.12.2002 | Titisee-Neustadt       | Martin Hoellwarth                                                              | Sigurd Pettersen                                                                   | Adam Małysz                                                                     |
| 15.12.2002 | Titisee-Neustadt       | Martin Hoellwarth                                                              | Andreas Goldberger                                                                 | Andreas Kofler                                                                  |
| 21.12.2002 | Engelberg              | Janne Ahonen                                                                   | Mathias Hafele                                                                     | Sven Hannawald                                                                  |
| 22.12.2002 | Engelberg              | Sven Hannawald                                                                 | Andreas Widhoelzl                                                                  | Andreas Goldberger                                                              |
| 29.12.2002 | Oberstdorf             | Sven Hannawald                                                                 | Martin Hoellwarth                                                                  | Janne Ahonen                                                                    |
| 1.1.2003   | Garmisch-Partenkirchen | Primož Peterka                                                                 | Andreas Goldberger                                                                 | Adam Malysz                                                                     |
| 4.1.2003   | Innsbruck              | Janne Ahonen                                                                   | Florian Liegl                                                                      | Martin Hoellwarth                                                               |
| 6.1.2003   | Bischofshofen          | Bjoern Einar Romoeren                                                          | Sven Hannawald                                                                     | Andreas Kofler                                                                  |
| 11.1.2003  | Liberec                | Thomas Morgenstern                                                             | Andreas Widhoelzl                                                                  | Jakub Janda                                                                     |
| 12.1.2003  | Liberec                | Concours annulé                                                                | Concours annulé                                                                    | Concours annulé                                                                 |
| 18.1.2003  | Zakopane               | Sven Hannawald                                                                 | Florian Liegl                                                                      | Adam Malysz                                                                     |
| 19.1.2003  | Zakopane               | Sven Hannawald                                                                 | Florian Liegl                                                                      | Adam Malysz                                                                     |
| 23.1.2003  | Hakuba                 | Christian Nagiller                                                             | Matti Hautamaeki                                                                   | Hideharu Miyahira                                                               |
| 25.1.2003  | Sapporo                | Roar Ljoekelsoey                                                               | Christian Nagiller                                                                 | Bjoern Einar Romoeren                                                           |
| 26.1.2003  | Sapporo                | Sigurd Pettersen                                                               | Andreas Widhölzl                                                                   | Florian Liegl                                                                   |
| 1.2.2003   | Kulm                   | Florian Liegl                                                                  | Sven Hannawald                                                                     | Adam Malysz                                                                     |
| 2.2.2003   | Kulm                   | Sven Hannawald                                                                 | Florian Liegl                                                                      | Matti Hautamaeki                                                                |
| 8.2.2003   | Willingen              | Sven Hannawald                                                                 | Andreas Widhoelzl                                                                  | Florian Liegl                                                                   |
| 9.2.2003   | Willingen              | Noriaki Kasai                                                                  | Hideharu Miyahira                                                                  | Robert Kranjec                                                                  |
| 8.3.2003   | Oslo                   | Autriche Florian Liegl Thomas Morgenstern Christian Nagiller Andreas Widhoelzl | Finlande Matti Hautamaeki Veli-Matti Lindstroem Tami Kiuru Arttu Lappi             | Allemagne Michael Uhrmann Martin Schmitt Sven Hannawald Georg Spaeth            |
| 9.3.2003   | Oslo                   | Adam Malysz                                                                    | Florian Liegl                                                                      | Roar Ljoekelsoey                                                                |
| 14.3.2003  | Lahti                  | Adam Malysz                                                                    | Matti Hautamaeki                                                                   | Sven Hannawald                                                                  |
| 15.3.2003  | Lahti                  | Adam Malysz                                                                    | Matti Hautamaeki                                                                   | Tami Kiuru                                                                      |
| 21.3.2003  | Planica                | Finlande Tami Kiuru Matti Hautamaeki Veli-Matti Lindstroem Janne Ahonen        | Norvège Bjoern Einar Romoeren Tommy Ingebrigtsen Roar Ljoekelsoey Henning Stensrud | Autriche Thomas Morgenstern Stefan Thurnbichler Florian Liegl Andreas Widhoelzl |
| 22.3.2003  | Planica                | Matti Hautamaeki                                                               | Adam Malysz                                                                        | Martin Hoellwarth                                                               |
| 23.3.2003  | Planica                | Matti Hautamaeki                                                               | Sven Hannawald                                                                     | Hideharu Miyahira                                                               |

## Liens & Source
Résultats Officiels FIS